# Oreoleuciscus angusticephalus
Oreoleuciscus angusticephalus är en fiskart som beskrevs av Bogutskaya 2001. Oreoleuciscus angusticephalus ingår i släktet Oreoleuciscus och familjen karpfiskar. Inga underarter finns listade i Catalogue of Life.
Den största registrerade individen av hankön hade en längd av 23,8 centimeter. Allmänt liknar arten andra karpfiskar från släktet Oreoleuciscus. Fisken förekommer endemisk i Mongoliet. Individerna blir könsmogna när de är 8 till 9 år gamla och minst 20 centimeter långa. Ungdjur äter plankton och äldre exemplar har små fiskar som föda. Honor lägger under maj och juni sina ägg på sand, mellan små stenar eller på vattenväxter.